# HG Nürnberg
Die Hockey-Gesellschaft Nürnberg (kurz HGN) ist ein Sportverein, der im Nürnberger Norden östlich des Flughafens beheimatet ist. Er wurde am 2. September 1920 von ehemaligen Mitgliedern des Nürnberger HTC gegründet und zählt seit Jahrzehnten zu den führenden Hockeyclubs in Bayern. Neben der Kernsportart Hockey werden Tennis, Volleyball, Handball, Inlinehockey, Beachvolleyball und Lacrosse als Freizeitsport angeboten. Die Mitgliederzahl beträgt rund 500, davon gehören über 60 % der Hockeyabteilung an. Das von Wald umgebene Clubgelände verfügt über zwei Hockeyvollkunstrasen, neun Tennisplätze, eine Beachvolleyballanlage, eine Inlinehockey-Arena und weitere Sport- und Spieleinrichtungen.

## Hockey

### Herren
Die größten Erfolge erreichte das Herrenteam der HG Nürnberg in den 1960er Jahren. 1964 wurde der Club auf dem Feld Deutscher Vizemeister und 1968 in der Halle Deutscher Meister. Weiterhin gewannen die Herren der HGN zwanzig bayrische Meistertitel. In der Halle stieg das Team am Ende der Saison 2008/09 aus der Bundesliga ab, in die es 2007 erstmals aufgestiegen war. In der Saison 2019/20 spielen die 1. Herren in der Halle in der 2. Bundesliga Süd und auf dem Feld ebenso in der 2. Bundesliga Süd.

### Damen
Das Damenteam war in insgesamt zehn Hallen-Spielzeiten bis zum Abstieg 2015 Bundesligist. In der Saison 2008/09 erreichte das Team erstmals das Viertelfinale der Deutschen Meisterschaft. In der Saison 2019/20 spielen die Damen der HGN auf dem Feld in der 2. Bundesliga Süd und in der Halle in der 1. Regionalliga Süd.

### Jugend
Neben siebzehn bayrischen Meisterschaften erreichten die Jugendteams der HGN mehrere vordere Platzierungen bei süddeutschen und deutschen Meisterschaften ohne jedoch Titel zu erringen.

### Nationalspieler und Nationalspielerinnen der HG Nürnberg
| Herren              | Zeitraum   | Anzahl Spiele |
| ------------------- | ---------- | ------------- |
| Norbert Schuler     | 1960–69    | 69            |
| Hans Kobras         | 1962       | 3             |
| Peter Fuchs         | 1967–69    | 4             |
| Christopher Nörskau | 2008       | 5             |
| Justus Weigand      | 2018-heute | 57            |

## Handball
Auf der aktuellen Homepage des Vereins ist die Sportart Handball nicht mehr verzeichnet. Nach dem Krieg haben jedoch viele Jugend- und Seniorenmannschaft auf regionaler Ebene erfolgreich den Verein vertreten. Sehr erfolgreich war in den 70er Jahren die 1. Damenmannschaft unter ihrem Trainer Karl-Heinz Dannich. Die erste Herren erlebten zur selben Zeit nochmals eine kurze Blüte, als in der Saison 1975/76 der Titel des Bezirksligameisters Mittelfranken (entscheidendes Spiel am 25. Januar 1976 mit 17:14 gewonnen gegen TSV Ansbach-Res.) und danach in 2 gewonnenen Ausscheidungsspielen gegen die Meister der Bezirksligen Ober- (TS Bayreuth) und Unterfranken (DJK Würzburg) der Aufstieg in die Landesliga Nordbayern (damals vierthöchste deutsche Spielklasse) geschafft wurde. Ein weiterer Erfolg gelang im Folgejahr in der allerdings auch damals fast schon exotischen Variante des Feldhandballs mit dem Gewinn des Meistertitels in der Landesliga Nordbayern und dem damit verbundenen Aufstieg in die Oberliga Bayern. Das entscheidende Spiel fand am 10. Juli 1977 in Unterfranken gegen den TV Marktsteft statt und wurde mit 16:12 für die HGN entschieden.

## Eishockey
Bereits ab 1920 gab es in der HG Nürnberg Eishockeymannschaften, die ab 1924 auf den Richterischen Tennisplätzen an der Bayreuther Straße auf Natureis trainierten. Sie gewannen von 1920 bis 1959 dreizehnmal die Nordbayerische Meisterschaft und wurden 1922, 1925, 1927, 1937, 1956 und 1959 Bayerischer Vizemeister. Um 1927 war der Gegner in Nürnberg die Eishockeymannschaften des 1. FC Nürnberg. 1936 eröffnete die HGN das Linde-Stadion mit einem Spiel gegen den Deutschen Eislaufverein Eger. 1936 und 1937 nahmen Mannschaften der HGN an den Endrunden um die Deutsche Meisterschaft teil. 1940 musste der Spielbetrieb auf Grund des Zweiten Weltkriegs eingestellt werden.
Erst 1949 wurde der Spielbetrieb auf dem Valznerweiher aufgenommen. Ab 1953 spielte die HGN in der Landesliga–Bayern. 1958/59 stieg die HG in die damals zweitklassige Eishockey-Oberliga auf. Sie bildete bis 1962 eine Spielgemeinschaft mit dem 1953 gegründeten Club am Marienberg Nürnberg. 1965 wurde die Eishockeyabteilung komplett in den neu gegründeten Verein Spielgemeinschaft (SG) Nürnberg überführt.

### Erfolge
- Endrundenteilnehmer zur Deutschen Meisterschaft 1936, 1937
- Aufstieg in die Oberliga (2. Liga) 1959
- Fünffacher Bayerischer Vizemeister (2. Liga)
- Bayerischer Vizemeister (3. Liga) 1959
- Zwölffacher Nordbayerischer Meister (2. Liga)[3]
- Aufstieg in die Bayerische Landesliga 2. Liga 1953
- Nordbayerischer Meister (3. Liga) 1959

### Spielzeiten
| Saison  | Nordbayerische Meisterschaft | Bayerische Meisterschaft               | Deutsche Meisterschaft  |
| ------- | ---------------------------- | -------------------------------------- | ----------------------- |
| 1921/22 | Meister                      | Vizemeister                            | –                       |
| 1923/24 | Meister                      | 3. Platz                               | –                       |
| 1924/25 | Meister                      | Finale nicht ausgetragen               | -                       |
| 1925/26 | Meister                      | Halbfinale                             | -                       |
| 1926/27 | unbekannt                    | Vizemeister                            | verzichtet              |
| 1927/28 | unbekannt                    | ausgeschlossen                         | –                       |
| 1928/29 | Meister                      | Halbfinale                             | –                       |
| 1931/32 | Meister                      | 3. Platz (Meisterschaft nicht beendet) | –                       |
| 1932/33 | Meister                      | Relegation                             | –                       |
| 1933/34 | Meister                      | Halbfinale                             | –                       |
| 1935/36 | Meister                      | unbekannt                              | 7. Platz                |
| 1936/37 | ?                            | Vizemeister                            | 2. Vorrundengruppe A    |
| 1938/39 | –                            | –                                      | Teilnehmer Vorrunde Süd |

| Saison  | Liga            | Spielklasse | Platzierung                       |
| ------- | --------------- | ----------- | --------------------------------- |
| 1952/53 | Kreisliga Nord  | III         | Aufstieg                          |
| 1953/54 | Landesliga      | II          | 3. Gruppe A                       |
| 1954/55 | Landesliga      | II          | ?                                 |
| 1955/56 | Landesliga Nord | II          | 1. Platz, Bayerischer Vizemeister |
| 1956/57 | Landesliga Nord | II          | ?                                 |
| 1957/58 | Landesliga Nord | II          | ?                                 |
| 1958/59 | Landesliga      | III         | Vizemeister                       |